# Académie royale de médecine de Belgique

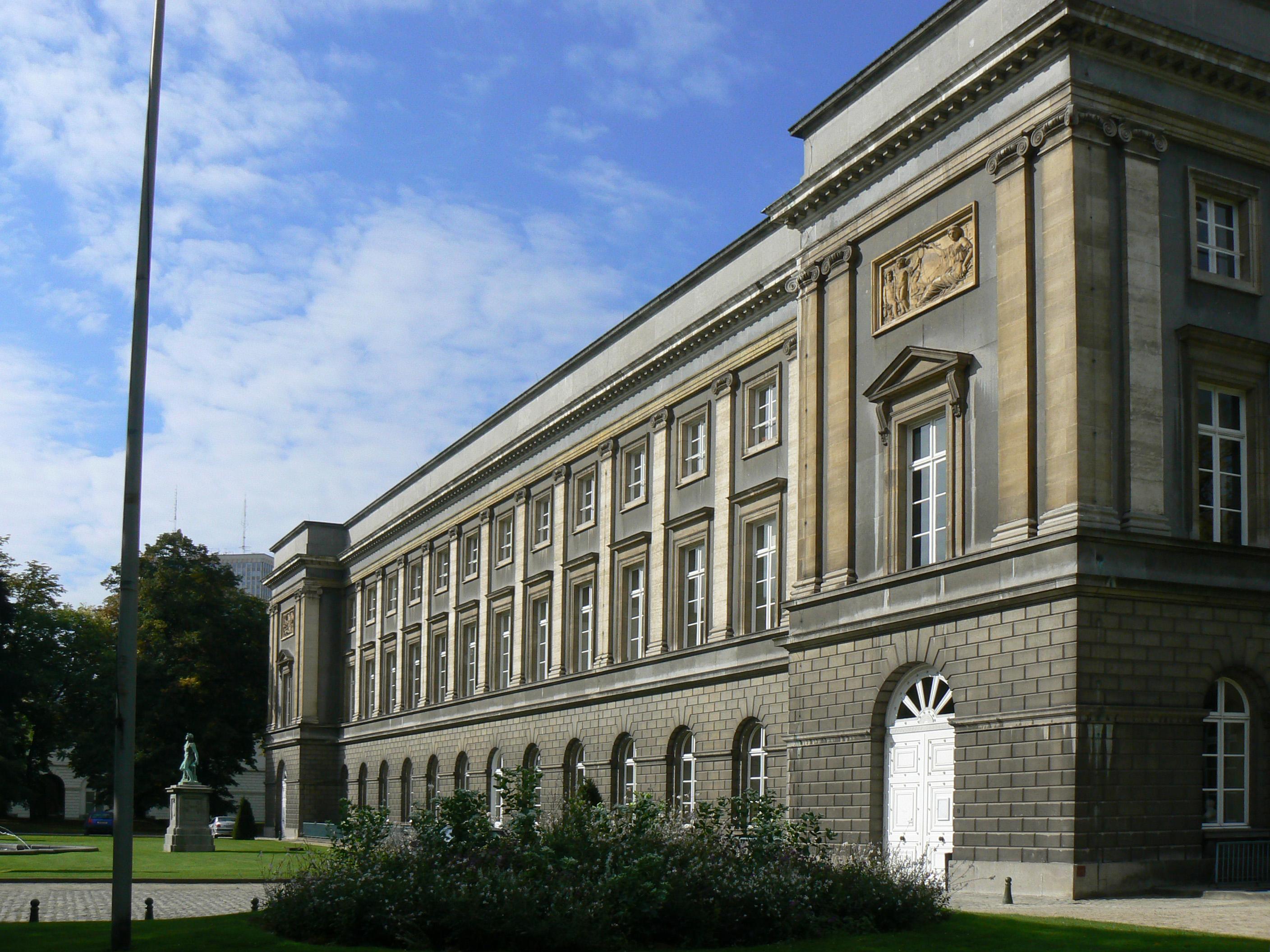
Palais des Académies, siège de l'Académie royale de Médecine de Belgique

Pour les articles homonymes, voir Académie de médecine.
L'Académie royale de médecine de Belgique, fondée le 19 septembre 1841 par arrêté royal du roi Léopold Ier, est une académie regroupant des scientifiques belges. Elle siège à Bruxelles au palais des Académies.

## Historique
L'Académie royale de médecine est un établissement public fondée le 19 septembre 1841 par arrêté royal du roi Léopold Ier sur la proposition de Jean-Baptiste Nothomb. Parmi les fondateurs se trouvent Victor-Joseph François, professeur à la faculté de médecine de l'université catholique de Louvain, et Louis Seutin (1793-1862), professeur à la faculté de médecine de l'Université libre de Bruxelles. L'académie va dépendre du ministère de l'intérieur dont J.B Nothomb avait la charge. Elle possède, depuis 1924, une personnalité civile tandis que la gestion de son patrimoine est régie par un arrêté royal de 1925. L'académie devint un organe consultatif du ministère de la santé à la création de celui-ci, en 1936. Dans les années 1989-1990, elle va être rattachée administrativement aux services du Gouvernement de la Communauté française de Belgique. Les statuts de l'institution dépendent d'un arrêté du Gouvernement de la Communauté française du 19 décembre 2013 et elle est placée sous la protection du Roi.

## Mission

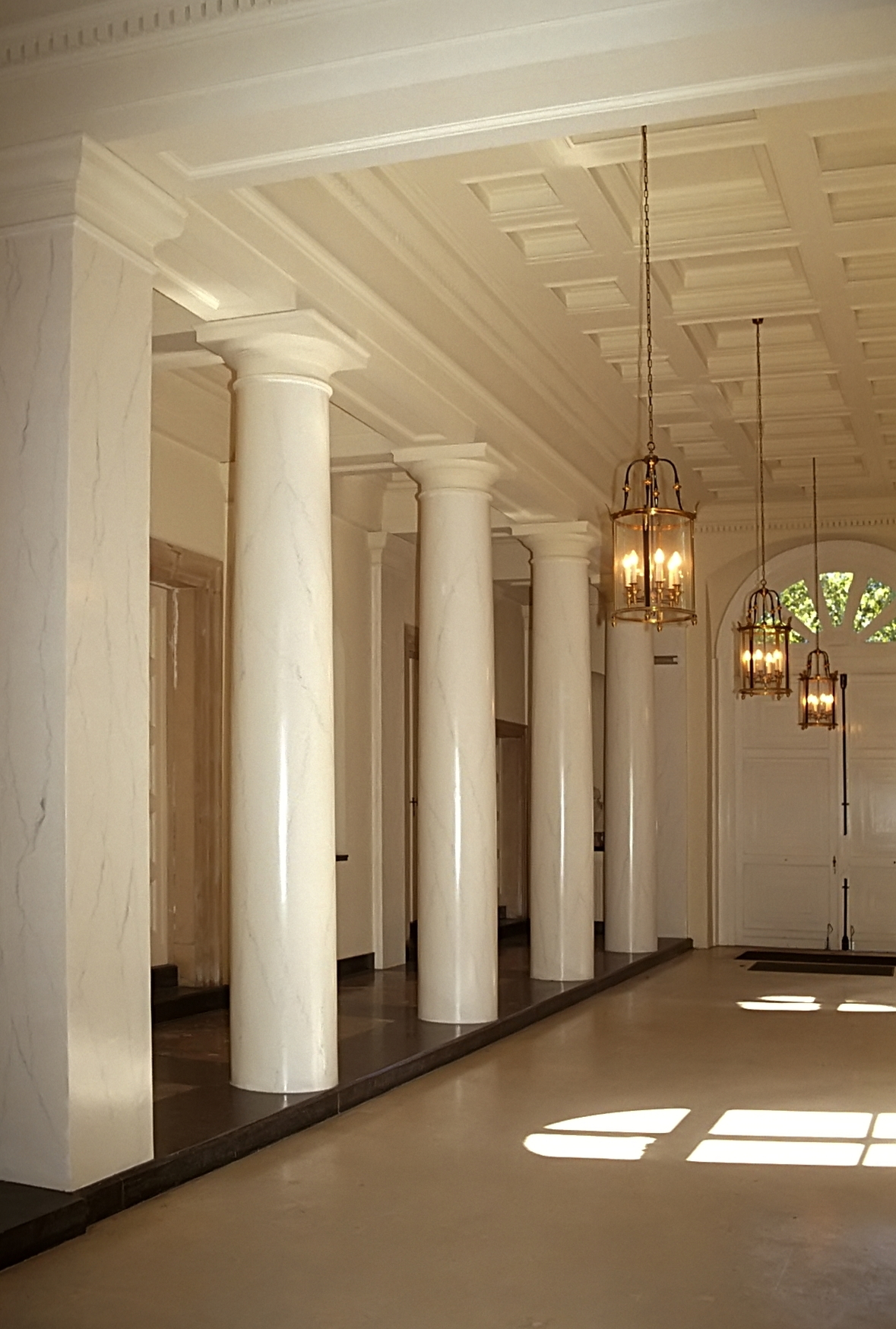
Salle du Palais des Académies. Bruxelles

L'Académie royale de Médecine de Belgique se veut avant tout un centre de travail, de réflexion, d'échange d'idées, un creuset de la pensée scientifique médicale, ainsi qu'un organe consultatif auquel les instances gouvernementales peuvent ou doivent se référer. La sphère de compétence de l’Académie s’étend à tous les domaines de la médecine humaine et animale, de la pharmacie et aux domaines connexes. Elle joue le rôle de conseil des autorités belges, ainsi qu'aux associations et individus compétents. Dans ce but, elle rédige des rapports, études ou avis qui peuvent être publiés. Elle soutient l’activité scientifique dans ces domaines. Au travers de ses séances mensuelles, elle offre une tribune aux conférences, débats et échanges scientifiques, publie les résultats de la recherche scientifique et octroie des Prix récompensant des chercheurs dont les travaux ont été distingués. Elle entretient des contacts internationaux, notamment via ses publications et sa participation à des initiatives scientifiques internationales.

## Activités

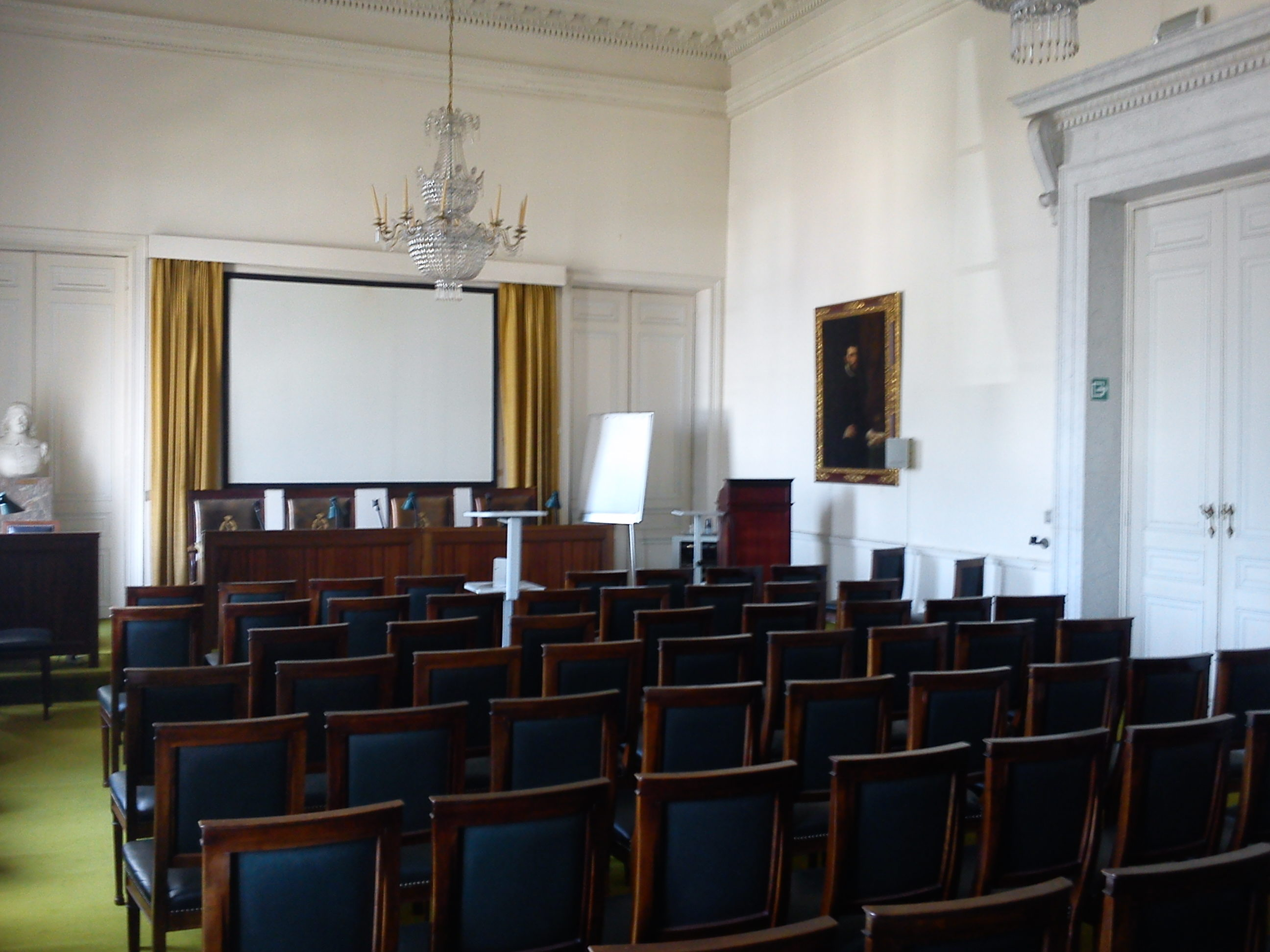
Salle des séances de l'Académie royale de Médecine de Belgique, dite salle Roi Baudouin, Palais des Académies. Bruxelles

Les activités habituelles de l'Académie royale de médecine comportent :
- l'organisation de ses réunions plénières mensuelles ainsi que de séances de remise des distinctions aux lauréats des prix académiques et de symposia ou autres séances de travail ;
- les travaux de multiples commissions d'avis ;
- les nouveaux statuts et règlement organique de 2008 ont introduit diverses réformes importantes dont celle de l'élection de ses membres. Ainsi elle choisit ses membres par voie d'élection au terme d’une procédure de sélection organisée et coordonnée par une « commission de sélection » composée de douze membres, soit le Bureau et les présidents des six sections ;
- elle publie le Bulletin et Mémoires de l'Académie royale de Médecine de Belgique contenant essentiellement les actes et procès-verbaux de séances, ainsi que les mémoires couronnés par divers prix de concours ;
- des personnalités éminentes du monde scientifique médical, choisies par le Bureau d'administration, occupent fréquemment la tribune pour exposer leurs travaux, lors des séances publiques. De plus, les jeunes chercheurs ou des personnalités extérieures peuvent venir exposer leurs travaux ;
- l’Académie contribue au progrès des différentes branches de la médecine, notamment par l'octroi de prix récompensant des chercheurs dont les travaux ont été distingués ;
- l’Académie octroie des prix destinés aux futurs cliniciens-chercheurs et soutient la recherche scientifique appliquée, en collaboration avec le Fonds national de la recherche scientifique (FNRS)

## Fonctionnement
L'Académie royale de médecine est sous l'autorité d’un « Bureau » constitué d’un Président, d’un Secrétaire perpétuel (qui assure l’administration de l’Académie), de deux vice-présidents et de deux assesseurs. Deux représentants des membres ordinaires siègent également au Bureau avec voix consultative. Le Président et les deux vice-présidents sont élus, pour un an, parmi et par les membres titulaires. Le secrétaire perpétuel est nommé par le gouvernement de la communauté française, sur proposition des membres titulaires pour un mandat de cinq ans. Le Secrétaire perpétuel a le droit d'effectuer un 2e mandat de cinq ans. Si le secrétaire perpétuel atteint l'âge de 75 ans, son mandat prend fin le jour de son anniversaire.

## Composition
L'Académie est divisée en six sections couvrant les divers domaines de la médecine (humaine et animales). Elle comporte six catégories de membres pour lesquelles diverses limites d’âge ont été fixées :
- Les membres titulaires (40)
- Les membres ordinaires (60)
- Les membres honoraires
- Les membres honoris causa
- Les membres étrangers (90)
- Les membres étrangers honoraires.

### Membres (à travers les années)
- A : Maurice Abramow, Adelin Albert, Armand André, Luc Angenot, Michel Ansay
- B : Danielle Baleriaux, Jean-Luc Balligand, Henri Beaufay, Jean-François Beckers, Roland Bernard, Jacques Berthet, Émile Betz, Jean-Marie Boeynaems, Jacques Boniver, Joël Bonnal, Thierry Boon, Jacques Born, Jean Bosly, Antoine Bremer, Jean-Pierre Brion, Dominique Bron, Baron Jacques Brotchi, Arsène Burny.
- C : Patrice D. Cani, Yves Carlier, Georges Casimir, Charles Chalant, Jean Christophe, Nathan Clumeck, Miriam Cnop, Éric Constant, Jean Content, Guy Cornelis, P. Coulie, Marc Crommelinck, Jacques Crommen.
- D : Baron Thierry de Barsy, Vicomte Christian de Duve, Jean Defraigne, Marie-Paule Defresne,Jean-Paul Dehaye, Luc Delattre, Christian Delloye, Jean-Claude Demanet, Baron Albert de Scoville, Jean Desmedt, André de Troyer, Olivier Devuyst, Jacques Donnez, Albert Dresse, Jacques Dumont, Pierre Dumont, Louis Deroubaix.
- E : Francis Ectors, Yvon Englert.
- F : O. Feron, Augustin Ferrant, Georges Fillet, Henri Firket, Jean Fissette, Jean-Michel Foidart, Jeanine Fontaine, Georges Franck, Janos Frühling (secr. perp.).
- G : Ulysse Gaspard, Michel Georges, Pierre Gianello, Didier Giet, Théophile Godfraind, Michel Goldman (en), Robert Görtz, André Govaerts, Joseph Guislain, Pascal Gustin.
- H : Michel Hanocq, Georges Hennen, Jean-Claude Henquin, Jacques Henry, Camille Heusghem, Frédéric Houssiau, Louis Hue.
- J : Louis Jeanmart
- K : Albert Kaeckenbeeck, Paul Kestens, Jean Klastersky, Ronald Kramp, Henri Kulbertus, Prosper Kalenga Muenze Kayamba,
- L : Maurice Lamy, Charles Léon Lapiere, Robert Lauwerys, Baron Michel Lechat, Pierre Lefebvre, Georges Lejeune, Pierre Lekeux, Roger Lemaire, Chevalier Benoît Lengelé, Joseph Leunen, Jacques Libert, Raymond Limet, Dominique Lison, Stéphane Louryan, Albert Lousse.
- M : Michel Malaise, Willy Malaisse, J.-M Maloteaux, Pierre Maquet, Jacques Melin, Jean Melon, Michel Meulders, Guy Meulemans, Baronne Françoise Meunier, Michel Meurisse, Jean Milaire, André Moës, Léopold Molle, Gustave Moonen, Jacques Mulnard.
- N : Jean-Pierre Naets, Jean Neve, Alphonse Nizet, Agnès Noël.
- O : Jean-Bernard Otte.
- P : Marc Parmentier, Jean-Lambert Pasteels, Paul-Pierre Pastoret, Étienne Pays, Jean-Claude Pector, Baronne Martine Piccart, Yves Pirson, Françoise Portaels, Louis-Camille Pouplard, Baron Georges Primo.
- R : Henri-Christophe Rieken, Georges Rorive, Guy Rousseau, Henri Rouvillois Membre honoraire étranger (30 novembre 1957)
- S : J.-P. Scalliet, André Scheen, Jean-Claude Schoevaerdts, Étienne Sokal, Jeanine Stiennon-Heuson.
- V : Désiré Van Bastelaer, Bernard Van Beers, Paul Van Cangh, Benoît Van Den Eynde, Jean Van der Stricht, Roger Van Hoof, Paul Van Houtte, Émile Van Schaftingen, Charles van Ypersele de Strihou, Jean-Jacques Vanderhaeghen, Pierre Vanderhaeghen, Patrick Vanderhoeft, Jean-Louis Vanherweghem, Romain Vanwijck, Gilbert Vassart, André Vincent.
- W : Marc Wery.